# Nordine Taleb
Nordine Taleb, né le 10 juin 1981 à Saint-Tropez (Var), est un pratiquant professionnel franco-canadien d'arts martiaux mixtes (MMA). Il combat actuellement à l'Ultimate Fighting Championship dans la catégorie des poids mi-moyens. Il s'entraîne entre le Tristar Gym de Montréal et le Tiger Muay-thai Gym de Phuket. Il est entraîné et coaché par Xavier Lafaye, grand nom du Muay-thaï Français.
À l'été 2017, il est recruté par Neymar pour assurer sa protection rapprochée.

## Palmarès en arts martiaux mixtes
| 22 combats     | 15 victoires | 7 défaites |
| Par KO         | 7            | 3          |
| Par soumission | 0            | 2          |
| Sur décision   | 8            | 2          |

| Résultat | Record | Adversaire           | Méthode                                 | Événement                                 | Date              | Round | Temps | Lieu                                       | Notes                                            |
| -------- | ------ | -------------------- | --------------------------------------- | ----------------------------------------- | ----------------- | ----- | ----- | ------------------------------------------ | ------------------------------------------------ |
| Défaite  | 15-7   | Muslim Salikhov      | KO (coup de poing)                      | UFC 242 - Khabib vs. Poirier              | 7 septembre 2019  | 1     | 4:26  | île de Yas, Abou Dabi, Émirats arabes unis |                                                  |
| Victoire | 15-6   | Kyle Prepolec        | Décision unanime                        | UFC Fight Night 151 - Iaquinta vs. Cowboy | 4 mai 2019        | 3     | 5:00  | Ottawa, Ontario, Canada                    |                                                  |
| Défaite  | 14-6   | Sean Strickland      | KO technique (poings)                   | UFC Fight Night 138 - Oezdemir vs. Smith  | 27 octobre 2018   | 2     | 3:10  | Moncton, Nouveau-Brunswick, Canada         |                                                  |
| Défaite  | 14-5   | Claudio Silva        | Soumission (étranglement arrière)       | UFC Fight Night: Thompson vs. Till        | 27 mai 2018       | 1     | 4:31  | Liverpool, Angleterre, Royaume-Uni         |                                                  |
| Victoire | 14-4   | Danny Roberts        | KO (coup de tête et poing)              | UFC on Fox: Lawler vs. dos Anjos          | 16 décembre 2017  | 1     | 0:59  | Winnipeg, Manitoba, Canada                 |                                                  |
| Victoire | 13-4   | Oliver Enkamp        | Décision unanime                        | UFC Fight Night: Gustafsson vs. Teixeira  | 28 mai 2017       | 3     | 5:00  | Stockholm, Suède                           |                                                  |
| Défaite  | 12-4   | Santiago Ponzinibbio | Décision unanime                        | UFC Fight Night: Lewis vs. Browne         | 19 février 2017   | 3     | 5:00  | Halifax, Nouvelle-Écosse, Canada           |                                                  |
| Victoire | 12-3   | Erick Silva          | KO (coup de poing)                      | UFC 196: McGregor vs. Diaz                | 5 mars 2016       | 2     | 1:34  | Las Vegas, Nevada, États-Unis              |                                                  |
| Défaite  | 11-3   | Warlley Alves        | Soumission (étranglement en guillotine) | UFC 190: Rousey vs. Correia               | 1er août 2015     | 2     | 4:11  | Rio de Janeiro, Brésil                     |                                                  |
| Victoire | 11-2   | Chris Clements       | Décision unanime                        | UFC 186: Johnson vs. Horiguchi            | 25 avril 2015     | 3     | 5:00  | Montréal, Québec, Canada                   |                                                  |
| Victoire | 10-2   | Li Jingliang         | Décision partagée                       | UFC Fight Night: MacDonald vs. Saffiedine | 4 octobre 2014    | 3     | 5:00  | Halifax, Nouvelle-Écosse, Canada           |                                                  |
| Victoire | 9-2    | Vik Grujic           | Décision unanime                        | UFC Fight Night: Bisping vs. Kennedy      | 16 avril 2014     | 3     | 5:00  | Québec, Québec, Canada                     |                                                  |
| Défaite  | 8-2    | Marius Žaromskis     | Décision unanime                        | Bellator 74                               | 28 septembre 2012 | 3     | 5:00  | Atlantic City, New Jersey, États-Unis      |                                                  |
| Victoire | 8-1    | Matt MacGrath        | TKO (coups de poing)                    | Bellator 67                               | 4 mai 2012        | 2     | 2:30  | Rama, Ontario, Canada                      |                                                  |
| Victoire | 7-1    | Matt Secor           | Décision unanime                        | Bellator 64                               | 6 avril 2012      | 3     | 5:00  | Windsor, Ontario, Canada                   |                                                  |
| Victoire | 6-1    | Pete Sell            | TKO (coups de poing)                    | Ring of Combat 38                         | 18 novembre 2011  | 2     | 0:53  | Atlantic City, New Jersey, États-Unis      | Remporte le titre poids moyens du Ring of Combat |
| Victoire | 5-1    | Szymon Boniecki      | TKO (coups de poing)                    | UGC 28: Montréal                          | 1er octobre 2011  | 1     | 1:52  | Montréal, Québec, Canada                   |                                                  |
| Victoire | 4-1    | John Salgado         | KO (head kick)                          | Eye of the Tiger                          | 11 juin 2011      | 1     | 2:50  | Montréal, Québec, Canda                    |                                                  |
| Victoire | 3-1    | Chad Cox             | Décision unanime                        | W-1 MMA 6: New Ground                     | 23 octobre 2010   | 3     | 5:00  | Halifax, Nouvelle-Écosse, Canada           |                                                  |
| Victoire | 2-1    | Dean Martins         | TKO (coups de poing)                    | W-1 MMA 4: Bad Blood                      | 20 mars 2010      | 2     | 2:54  | Montréal, Québec, Canada                   |                                                  |
| Défaite  | 1-1    | Guillaume DeLorenzi  | TKO (coups de poing)                    | XMMA 3: Ring Extreme                      | 14 mars 2008      | 3     | 3:46  | Victoriaville, Québec, États-Unis          |                                                  |
| Victoire | 1-0    | Louis-Philippe Carle | Décision unanime                        | XMMA 2: Gold Rush                         | 24 novembre 2007  | 3     | 5:00  | Victoriaville, Québec, Canada              |                                                  |